# Lappo härad
Lappo härad är ett härad i Södra Österbotten, tidigare i Vasa respektive Västra Finlands län.
Ytan (landsareal) var 1910 3419,3 km²; häradet hade 31 december 1908 61.832 invånare med en befolkningstäthet av 18,1 inv/km².

## Ingående kommuner
De ingående landskommunerna var 1910 som följer:
- Alahärmä
- Jeppo, finska: Jepua
- Kauhava
- Lappo, finska: Lapua
- Maksmo, finska: Maksamaa
- Munsala
- Nurmo
- Nykarleby landskommun, finska: Uudenkaarlepyyn maalaiskunta
- Oravais, finska: Oravainen
- Vörå, finska: Vöyri
- Ylihärmä

Som en följd av kommunsammanslagningar och överföringar mellan härader består häradet sedan 2009 av Alajärvi, Kauhava och Lappo städer samt Evijärvi, Kortesjärvi, Lappajärvi och Vindala kommuner.